# Бляха

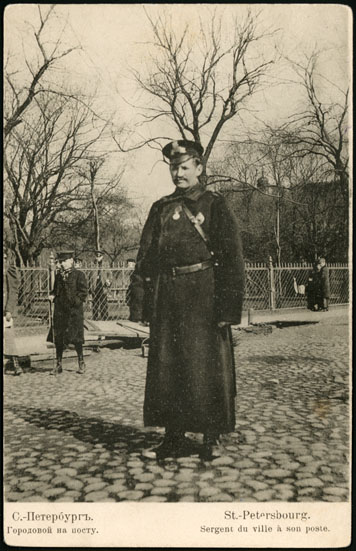
Городовой, видна бляха.

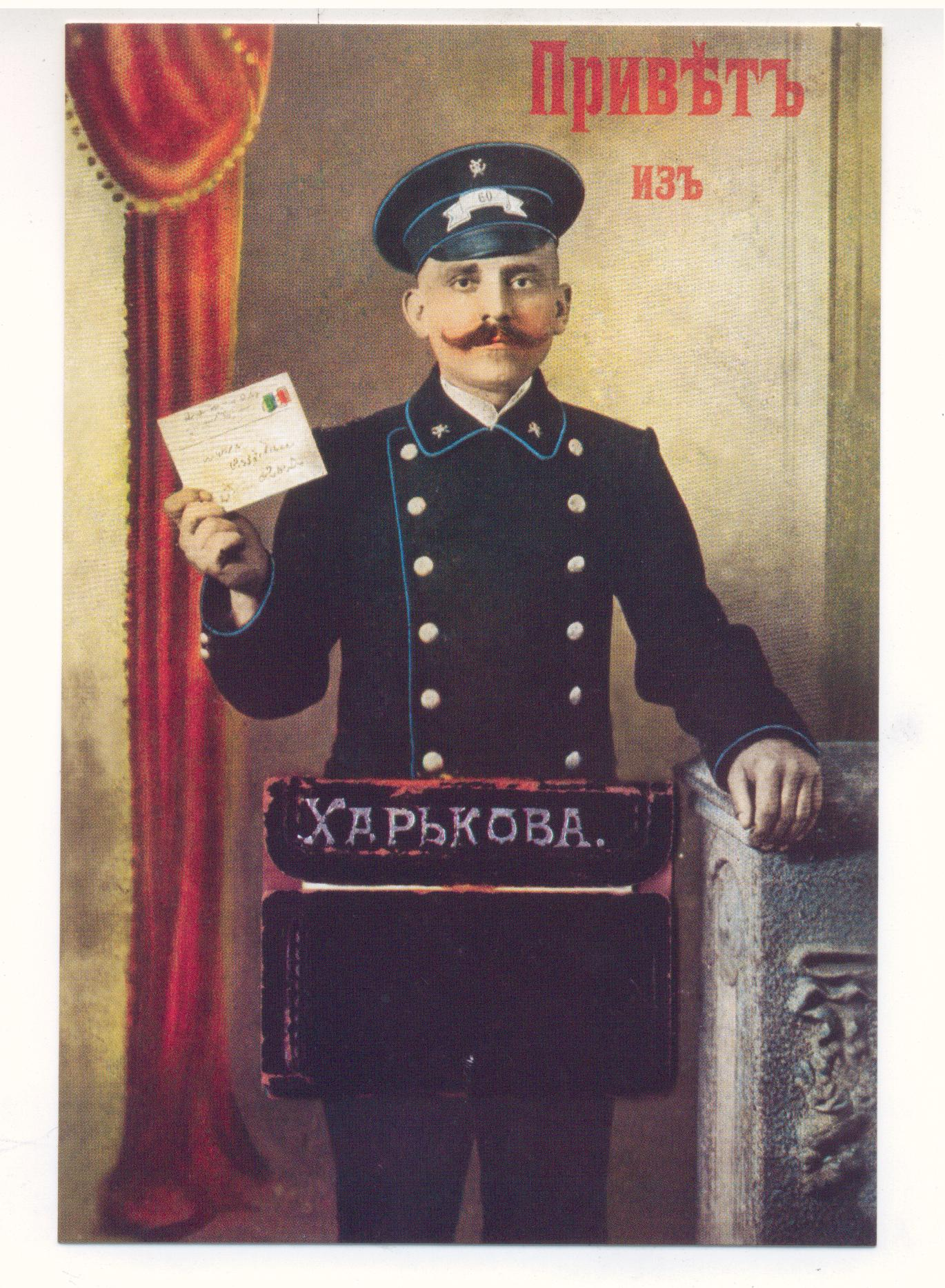
Открытка с изображением почтальона Российской империи (на бляхе указан номер 60).

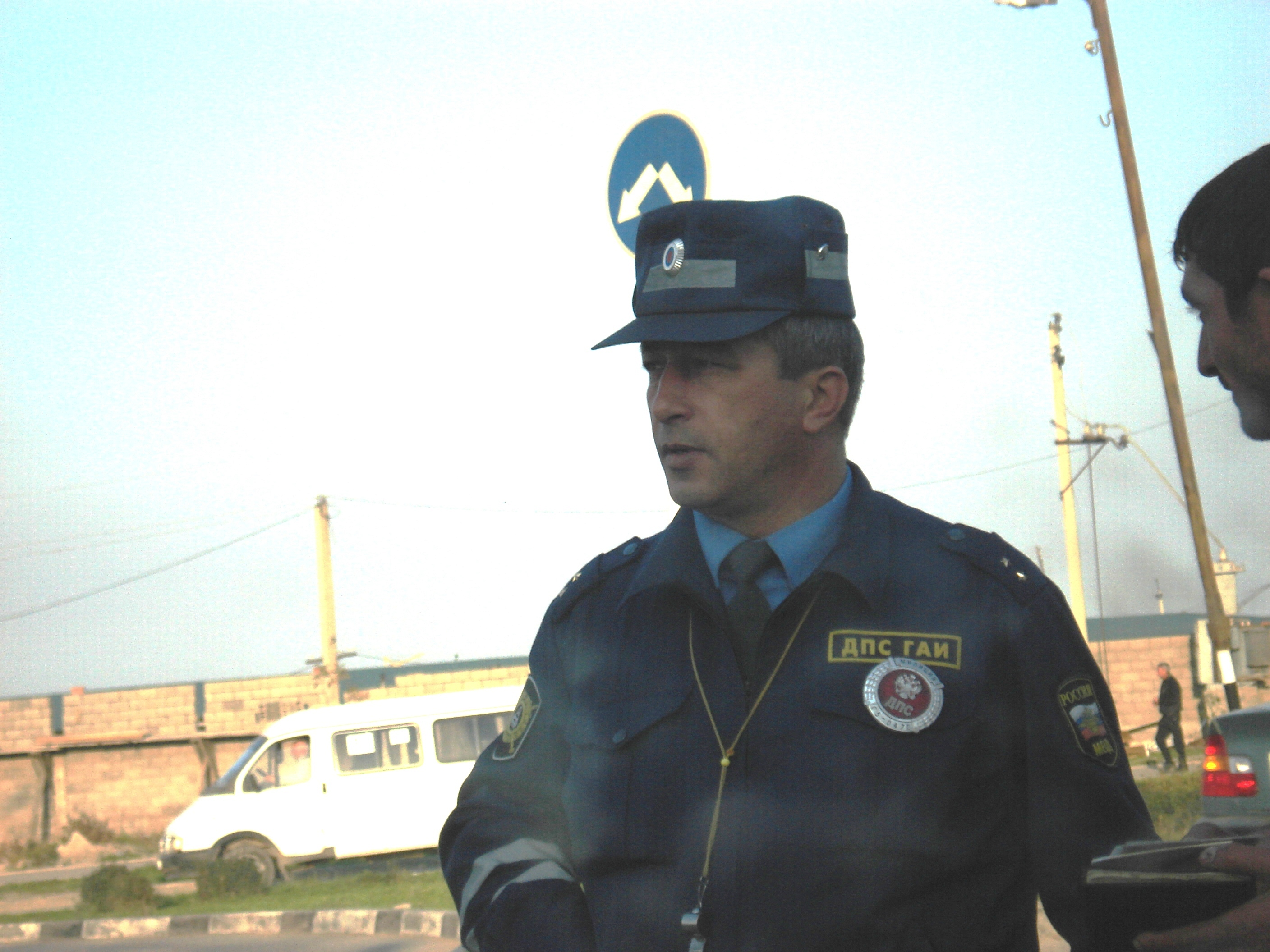
Сотрудник ДПС в Махачкале видна бляха, круглой формы.

Бляха полицейского в России.

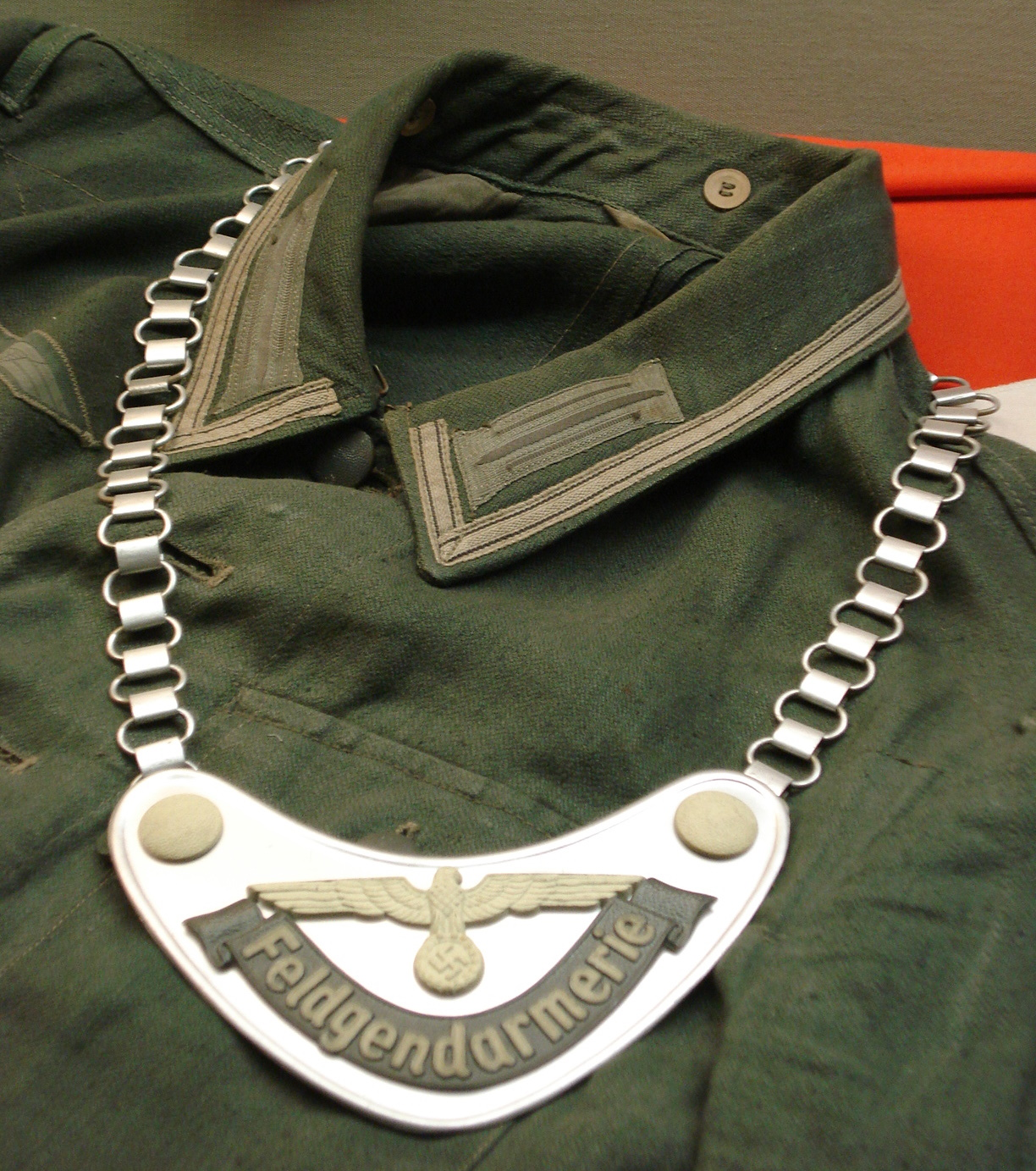
Бляха — Горжет полевых жандармов на фоне формы вермахта.

Бляха (нем. Blech — листовой, металлический лист) — металлическая пластинка (металлический листок, жестяная накладка, луда, щиток), кованая или катаная, как украшение или опознавательный знак, на которой выбита, вырезана или выгравирована какая-либо надпись, или рисунок для обозначения чего-нибудь, чаще всего номера.
Позже в России немецкое слово блех трансформировалось в бляху. В Смоленской губернии бляшка — железный лист для печенья, противень, сковорода. В Ярославской губернии бляха — оплеуха, пощёчина. В военном жаргоне СССР и постсоветских стран бляха — пряжка поясного (повседневного и полевого) ремня, рядового и сержантского состава.

## Украшение или знак различия
Бляха применялись для украшения или как знак различия чего-либо (на чём-либо): одежды, доспехов, сбруи. Пример: В лейб-гвардии Гусарском полку офицерская лядунка имела крышку, покрытую синим сафьяном, с золочёной бляхой в форме Андреевской звезды.

## Геральдика
Бляха или Будвич — польский герб на котором в щите в белом поле стрела, обращённая остриём вверх между двумя цветками лилии, над шлемом такая же стрела.

## Транспорт
Номерные бляхи имелись у извозчиков, а у ямщиков бляха была с «двоеглавым орлом». Так же бляхи имеют носильщики на железнодорожных вокзалах и вольнонаёмная прислуга округов путей сообщения.

## Почта
Нагрудная бляха почтальонов появилась в ходе почтовой реформы 1830 года содержала изображение государственного герба России и перекрещенные рожки (изображались или витыми, или прямыми) под ним.

## МВД
Номерные (с индивидуальным номером) бляхи имелись у городовых в России, являлась главной деталью внешнего облика, была приколотая на головном уборе (летом — на фуражке, зимой — на круглой бараньей шапке).

Каковое происшествие было усмотрено стоявшим на углу постовым городовым бляха № 777, который задержал статского советника и представил его в участок, где и был составлен протокол.— Святой (Из истории комического времени на Руси), В. М. Дорошевич На смех. — СПб.: М. Г. Корнфельда, 1912. — С. 133
Так же бляхи, с изображением русского герба, имели «Полицейские десятские» (по современному участковый, командир отделения) чин в МВД обслуживавший один городской квартал, в его подчинении было десять будочников (городовых), для них бляхи выпускались в первой половине XIX века, и изготавливались из толстой листовой меди. Позднее бляхи делались из более тонкого металла. На некоторых бляхах с обратной стороны указан производитель (пример: фабрика Кундера и Бурга, Санкт-Петербург). Начиная с 60-х годов XIX века бляхи для губернских десяцких полицейских изготавливались с изображением гербов соответствующих губерний.
МВД России, в 2011 году утвердило нагрудные бляхи, овальной формы (у ГАИ оставили круглой формы) для своих сотрудников, каждый полицейский получит личную бляху с порядковым номером. Образцы пяти блях утверждены приказом министра МВД, для каждой структуры МВД бляха будет иметь свои отличия, вверху каждой бляхи указано название структуры: «ДПС», «МВД России», «Вневедомственная охрана», «Патрульно-постовая служба», «Участковый уполномоченный». В центре бляхи эмблема МВД России, чуть ниже №, который состоит из шести цифр (арабских) и трёх букв русского алфавита. Цифры обозначают персональный номер полицейского, а буквы — регион, в котором данный полицейский работает. Для образцов, при создании, использовали бляхи полицейских Российской Империи. Бляхи носятся на груди, после ухода полицейского со внутренней службы бляха с его личным номером будет уничтожаться.
На изготовление блях для всего личного состава предусмотрено 130 000 000 рублей.

## В вооружённых силах
Круглые металлические бляхи или мишени, иногда помещали на доспехах, на груди, спине и подоле.
В вооружённых силах бляхи носили полевые жандармы в нацистской Германии.

### Иное
Отличительными знаками сторожей (включая полевых и лесных) служили: бляхи, прикрепляемые на головные уборы, нагрудные бляхи (знаки), нарукавные бляхи.